# Bustanico
Bustanico (korsisch: Bustanicu) ist eine Gemeinde mit 65 Einwohnern (Stand 1. Januar 2022) im Département Haute-Corse auf der französischen Insel Korsika. Sie gehört zum Kanton Golo-Morosaglia.

## Demografie
| Jahr      | 1962 | 1968 | 1975 | 1982 | 1990 | 1999 | 2007 | 2016 |
| Einwohner | 109  | 123  | 97   | 75   | 66   | 77   | 66   | 63   |

## Wirtschaft
Auf dem Gemeindegebiet gelten kontrollierte Herkunftsbezeichnungen (AOC) für Brocciu-Käse, Olivenöl (Huile d’olive de Corse - Oliu di Corsica), Honig (Miel de Corse - Mele di Corsica) und Kastanienmehl (Farine de châtaigne corse - Farina castagnina corsa) sowie geschützte geographische Angaben (IGP) für Wein (Ile de Beauté blanc, rosé oder rouge und Méditerranée blanc, rosé und rouge).